# Série mondiale 2000
La Série mondiale 2000 était la 96e série finale des Ligues majeures de baseball. Elle a débuté le 21 octobre 2000 et opposait les champions de la Ligue américaine et doubles champions en titre du baseball, les Yankees de New York, aux champions de la Ligue nationale, les Mets de New York.
Cette série 4 de 7 s'est terminée le 26 octobre 2000 par une victoire des Yankees de New York, quatre parties à une sur les Mets de New York. Les Yankees remportaient ainsi une troisième Série mondiale de suite, une quatrième en cinq ans, et une 26e au total dans leur histoire. L'équipe du Bronx devenait aussi la première équipe du baseball à remporter les grands honneurs trois saisons consécutives depuis les Athletics d'Oakland en 1972, 1973 et 1974.
Qualifiée de « Série du métro » (« Subway Series » en anglais), cette finale représentait la 15e Série mondiale de l'histoire entre deux équipes de New York (incluant aussi Brooklyn), une première depuis 1956. Ce face-à-face était le tout premier (et seul jusqu'à maintenant) en finale entre les Yankees et les Mets, ces derniers ayant joint les ligues majeures en 1962.

## Équipes en présence
Les Yankees de New York remportèrent en 2000 le troisième de neuf championnats consécutifs de la division Est de la Ligue américaine, cette année-là avec une fiche de 87-74, ce qui les classait toutefois cinquième seulement parmi les équipes de leur ligue et neuvième dans tout le baseball majeur. Ils étaient aussi l'équipe avec le moins bon dossier victoires-défaites parmi celles qualifiées pour les éliminatoires. Néanmoins, ils devinrent la première équipe à participer trois années de file aux Séries mondiales depuis les Athletics d'Oakland de 1988, 1989, 1990. Contrairement aux Yankees, les Athletics n'avaient remporté qu'une seule de ces trois séries finales.
En Série de division, les Yankees éliminèrent Oakland, champions dans l'Ouest avec une fiche de 91-70, dans la limite de cinq parties. Qualifiés comme meilleurs deuxièmes avec un rendement de 91-71, les Mariners de Seattle balayèrent en trois parties les champions de la section Centrale, les White Sox de Chicago, meilleure formation de l'Américane avec 95 victoires et 67 revers, pour accéder à la Série de championnat. Les Yankees l'emportèrent quatre parties à deux sur les Mariners.
Dans la Ligue Nationale, les Mets de New York accédèrent aux séries d'après-saison en tant que meilleurs deuxièmes pour la deuxième année de suite. Avec une fiche de 94-68, ils ne terminèrent qu'un match derrière les Braves d'Atlanta (95-67), qui remportaient le 9e de 14 championnats de section consécutifs.
La meilleure équipe des majeures, les Giants de San Francisco, dominèrent la section Ouest avec un rendement de 97-65, mais ils furent éliminés trois parties à une par les Mets en Série de division. De leur côté, les Braves furent balayés en trois parties d'affilée par les Cardinals de Saint-Louis (95-67, champions de la division Centrale). En Série de championnat, les Mets disposèrent des Cards, quatre parties à une.
Les Mets accédaient à la Série mondiale pour la première fois en 14 ans et pour une quatrième fois dans leur histoire, eux qui avaient été sacrés champions du monde en 1969 et 1986. Les Yankees participaient à la grande finale pour une 37e fois (un record) en tant qu'équipe la plus titrée du baseball, avec 25 triomphes à la classique d'automne.

## Déroulement de la Série

### Calendrier des rencontres
| Match | Date       | Visiteur            | Hôte                | Score              |
| ----- | ---------- | ------------------- | ------------------- | ------------------ |
| 1     | 21 octobre | Mets de New York    | Yankees de New York | 3 - 4 (12 manches) |
| 2     | 22 octobre | Mets de New York    | Yankees de New York | 5 - 6              |
| 3     | 24 octobre | Yankees de New York | Mets de New York    | 2 - 4              |
| 4     | 25 octobre | Yankees de New York | Mets de New York    | 3 - 2              |
| 5     | 26 octobre | Yankees de New York | Mets de New York    | 4 - 2              |

### Match 1
Samedi 21 octobre 2000 au Yankee Stadium, New York, NY.
| Mets de New York                                                                                            | 0 | 0 | 0 | 0 | 0 | 0 | 3 | 0 | 0 | 0 | 0 | 0 | 3 | 10 | 0 |
| Yankees de New York                                                                                         | 0 | 0 | 0 | 0 | 0 | 2 | 0 | 0 | 1 | 0 | 0 | 1 | 4 | 12 | 0 |
| Lanceurs partants : NYM : Al Leiter NYY : Andy Pettitte Vic. : Mike Stanton (1-0) Déf. : Turk Wendell (0-1) |   |   |   |   |   |   |   |   |   |   |   |   |   |    |   |

Les lanceurs partants des Mets et des Yankees, Al Leiter et Andy Pettitte, n'accordèrent aucun point avant la fin de la 6e manche, alors que David Justice procura aux champions de l'Américaine une avance de 2-0 grâce à un double. Pettitte bousilla cependant cette priorité dès la demi-manche suivante, alors que le frappeur suppléant Bubba Trammell créa l'égalité avec un simple deux points et qu'Edgardo Alfonzo frappa un coup sûr contre le releveur Jeff Nelson pour porter les Mets en avant 3-2.
En fin de 9e, face au lanceur Armando Benitez, Paul O'Neill soutira un but-sur-balles après un retrait. Après des simples de Luis Polonia et Jose Vizcaino, O'Neill vint marquer le point égalisateur sur un ballon-sacrifice de Chuck Knoblauch.
Vizcaino donna la victoire aux Yankees, 4-3, en frappant un simple contre le lanceur perdant, Turk Wendell, en fin de 12e manche alors que les buts étaient tous occupés.

### Match 2
Dimanche 22 octobre 2000 au Yankee Stadium, New York, NY.
| Mets de New York | 0 | 0 | 0 | 0 | 0 | 0 | 0 | 0 | 5 | 5 | 7  | 3 |
| Yankees de New York | 2 | 1 | 0 | 0 | 1 | 0 | 1 | 1 | X | 6 | 12 | 1 |
| Lanceurs partants : NYM : Mike Hampton NYY : Roger Clemens Vic. : Roger Clemens (1-0) Déf. : Mike Hampton (0-1) HRs : NYM : Mike Piazza (1), Jay Payton (1) NYY : Scott Brosius (1) |   |   |   |   |   |   |   |   |   |   |    |   |

Le lanceur gagnant, Roger Clemens, limita l'offensive des Mets à deux coups sûrs en huit manches de travail, mais la relève faillit gâcher son bon travail. En avance 6-0 dans le match, les Yankees virent leur avance réduite à un point lorsque les Mets en marquèrent cinq en début de 9e manche. Face à Jeff Nelson et Mariano Rivera, Mike Piazza et Jay Payton frappèrent la longue balle, des circuits valant respectivement deux et trois points. Rivera parvint toutefois à mettre fin au match en retirant Kurt Abbott sur des prises.
Une certaine controverse eut lieu en première manche, alors que Roger Clemens lançait au frappeur des Mets, Mike Piazza. Lors de sa première présence au bâton, Piazza retroussa une fausse balle qui brisa son bâton. Un éclat de bois fut projeté vers le monticule et, promptement, Clemens le ramassa et le lança hors des limites du terrain, mais avec une certaine violence qui sembla surprendre Piazza, en course vers le premier but. L'incident provoqua les huées des partisans des Mets de New York se trouvant au Yankee Stadium. Après le match, Clemens se justifia en disant ne pas avoir vu Piazza et ne pas avoir cherché à l'atteindre avec le bâton. Si l'incident fit jaser, c'est que plus tôt dans la saison, en match interligue, le lanceur des Yankees avait atteint Piazza d'un lancer à la tête. Le receveur des Mets avait souffert d'une commotion cérébrale et avait dû être placé sur la liste des joueurs blessés.

### Match 3
Mardi 24 octobre 2000 au Shea Stadium, New York, NY.
| Yankees de New York | 0 | 0 | 1 | 1 | 0 | 0 | 0 | 0 | 0 | 2 | 8 | 0 |
| Mets de New York | 0 | 1 | 0 | 0 | 0 | 1 | 0 | 2 | X | 4 | 9 | 0 |
| Lanceurs partants : NYY : Orlando Hernandez NYM : Rick Reed Vic. : John Franco (1-0) Déf. : Orlando Hernandez (0-1) Sauv. : Armando Benitez (1) HRs: NYM : Robin Ventura (1) |   |   |   |   |   |   |   |   |   |   |   |   |

Les Mets brisèrent l'égalité de 2-2 en fin de huitième manche grâce à un double de Benny Agbayani. Les champions de la Ligue Nationale l'emportèrent 4-2, mettant fin à une série de 14 victoires des Yankees en série mondiale. Le lanceur perdant, Orlando Hernandez, subissait une première défaite en grande finale après avoir conservé un dossier parfait de 6-0.

### Match 4
Mercredi 25 octobre 2000 au Shea Stadium, New York, NY.
| Yankees de New York | 1 | 1 | 1 | 0 | 0 | 0 | 0 | 0 | 0 | 3 | 8 | 0 |
| Mets de New York | 0 | 0 | 2 | 0 | 0 | 0 | 0 | 0 | 0 | 2 | 6 | 1 |
| Lanceurs partants : NYY : Denny Neagle NYM : Bobby Jones Vic. : Jeff Nelson (1-0) Déf. : Bobby Jones (0-1) Sauv. : Mariano Rivera (1) HRs : NYY : Derek Jeter (1) NYM : Mike Piazza (2) |   |   |   |   |   |   |   |   |   |   |   |   |

Tous les points furent inscrits dans les trois premières manches, face aux partants Denny Neagle (Yankees) et Bobby J. Jones (Mets). Le tout premier frappeur du match, Derek Jeter, frappa un circuit contre Jones. Mariano Rivera sauvegarda sa première victoire de la série dans le gain de 3-2 des Yankees.

### Match 5
Jeudi 26 octobre 2000 au Shea Stadium, New York, NY.
| Yankees de New York | 0 | 1 | 0 | 0 | 0 | 1 | 0 | 0 | 2 | 4 | 7 | 1 |
| Mets de New York | 0 | 2 | 0 | 0 | 0 | 0 | 0 | 0 | 0 | 2 | 8 | 1 |
| Lanceurs partants : NYY : Andy Pettitte NYM : Al Leiter Vic. : Mike Stanton (2-0) Déf. : Al Leiter (0-1) Sauv. : Mariano Rivera (2) HRs : NYY : Bernie Williams (1), Derek Jeter (2) |   |   |   |   |   |   |   |   |   |   |   |   |

Les Yankees prirent les devants 1-0 sur un circuit en solo de Bernie Williams contre Al Leiter en deuxième manche, mais les Mets répliquèrent à leur tour au bâton avec deux points non mérités contre Andy Pettitte. Derek Jeter créa l'égalité avec la longue balle en sixième. Puis en début de 9e, Leiter, toujours au monticule, entreprit bien la demi-manche avec deux retraits au bâton. Mais le frappeur suivant, Jorge Posada, lui soutira un but-sur-balles, puis Tino Martinez enchaîna avec un simple. Avec un coup sûr au centre, Luis Sojo permit à Posada de venir marquer. Le relais de Jay Payton au marbre fut imprécis, permettant à Brosius de croiser la plaque sur le même jeu.
Mariano Rivera vint au monticule pour préserver la victoire de 4-2 des Yankees, retirant Mike Piazza sur un ballon au champ centre avec un coureur en position de marquer au deuxième but. Les Yankees remportaient une troisième Série mondiale consécutive.

## Joueur par excellence
Derek Jeter, des Yankees de New York, a frappé pour 9 en 22 au cours des cinq matchs de cette série, ce qui représente une moyenne au bâton de,409. Le joueur d'arrêt-court a cogné deux circuits, produit deux points et en a marqué neuf, pour être nommé joueur par excellence de la Série mondiale 2000.

## Autres
- En remportant le match #2, les Yankees ont égalé le record du plus grand nombre de victoires consécutives par des équipes de la Ligue américaine en série mondiale, soit 10. Les Yankees avaient en effet remporté les quatre parties de la Série mondiale 1998 puis les quatre de la Série mondiale 1999 avant de vaincre les Mets lors des deux premières rencontres de cette série. Deux autres fois dans l'histoire, les clubs de l'Américaine ont inscrit 10 gains de suite en grande finale, soit de 1927 à 1929 (huit pour les Yankees et deux pour les Athletics de Philadelphie) et de 1937 à 1940 (neuf pour les Yankees, un pour les Tigers de Detroit). Avec une victoire dans le match #3, les Mets devenaient la première équipe de la Ligue nationale à remporter un match de Série mondiale depuis les Marlins de la Floride lors du match #7 de la Série mondiale 1997 contre les Indians de Cleveland.